# Discographie de l'Anneau du Nibelung
La discographie de L'Anneau du Nibelung recense les enregistrements intégraux et partiels des opéras : L'Or du Rhin (Das Rheingold), La Walkyrie (Die Walküre), Siegfried et Le Crépuscule des dieux (Götterdämmerung) composés par Richard Wagner entre 1849 et 1876.

## Considérations générales
Une interprétation varie musicalement en fonction des choix artistiques du chef d'orchestre (tempos rapides, lents ou variables), de la qualité de l'orchestre, des chanteurs et de la prise de son.
Les différences de durées entre les interprétations sont uniquement ou quasi exclusivement dues à ces facteurs. De par sa longueur et sa complexité, cette œuvre porte de façon typique à de très diverses visions interprétatives. Ainsi, l'interprétation de la même partition peut varier de plus de trois heures entre les extrêmes. Un enregistrement intégral du Ring dure en moyenne 15 heures, il y a une différence de plus de trois heures de musique entre les enregistrements les plus lents et les plus rapides, de 13 heures 33 minutes à 16 heures 51 minutes,.

## Enregistrements intégraux

### Enregistrements réalisés en studio
L'enregistrement intégral en studio du Ring est toujours un événement périlleux artistiquement et financièrement. Les dates indiquées correspondent aux enregistrements et non à la commercialisation :
- Georg Solti, Orchestre philharmonique de Vienne 1958 - 1965[N 3]. Durée : 14 h 35 - (Decca) : Wotan-Wanderer : George London (L'Or du Rhin) / Hans Hotter, Brünnhilde : Birgit Nilsson, Siegfried : Wolfgang Windgassen, Alberich : Gustav Neidlinger, Fricka : Kirsten Flagstad (L'Or du Rhin) / Christa Ludwig, Siegmund : James King, Sieglinde : Régine Crespin, Mime : Paul Kuën (de) (L'Or du Rhin) / Gerhard Stolze, Hagen et Hunding : Gottlob Frick, Loge : Set Svanholm, Gunther : Dietrich Fischer-Dieskau, Erda : Jean Madeira (L'Or du Rhin), Marga Höffgen, Gutrune et Freia : Claire Watson, Fafner: Kurt Böhme, Fasolt : Walter Kreppel, Waltraute : Brigitte Fassbaender (La Walkyrie) / Christa Ludwig, Woglinde : Oda Balsborg (L'Or du Rhin) / Lucia Popp, Wellgunde : Hetty Plümacher (de) (L'Or du Rhin) / Gwyneth Jones, Floßhilde : Ira Malaniuk (L'Or du Rhin) / Maureen Guy (de), L'oiseau des bois : Joan Sutherland, Froh : Waldemar Kmentt, Donner : Eberhard Waechter, 1er Norne : Helen Watts, 2e Norne : Grace Hoffman (de), 3e Norne : Anita Välkki, Autres Walkyries : Vera Schlosser (de), Helga Dernesch, Helen Watts, Berit Lindholm, Vera Little (de), Marilyn Tyler (en), Claudia Hellmann (en).

C'est le premier enregistrement en studio.
- Herbert von Karajan, Orchestre philharmonique de Berlin 1966 - 1970. Durée : 14 h 56 -  (Deutsche Grammophon) : Wotan-Wanderer : Dietrich Fischer-Dieskau (L'or du Rhin) / Thomas Stewart, Brünnhilde : Régine Crespin (La Walkyrie) / Helga Dernesch, Siegfried : Jess Thomas (Siegfried) /  Helge Brilioth (de), Alberich : Zoltán Kelemen, Fricka : Josephine Veasey, Siegmund : Jon Vickers, Sieglinde : Gundula Janowitz, Mime : Erwin Wohlfahrt (L'or du Rhin) / Gerhard Stolze, Hagen : Karl Ridderbusch, Hunding : Martti Talvela, Loge : Gerhard Stolze, Gunther : Thomas Stewart,  Erda : Oralia Dominguez, Gutrune : Gundula Janowitz, Freia : Simone Mangelsdorff (de), Fafner: Karl Ridderbusch, Fasolt : Martti Talvela, Waltraute : Ingrid Steger (La Walkyrie) / Christa Ludwig, Woglinde : Helen Donath (L'or du Rhin) / Liselotte Rebmann, Wellgunde : Edda Moser, Floßhilde : Anna Reynolds, L'oiseau des bois : Catherine Gayer, Froh : Donald Grobe (de), Donner : Robert Kerns (de), 1re Norne : Lili Chookasian (de), 2e Norne : Christa Ludwig, 3e Norne : Catarina Ligendza, Autres Walkyries : Liselotte Rebmann, Carlotta Ordassy (hu), Lilo Brockhaus, Daniza Mastilovic (es), Barbro Ericson (sv), Cvetka Ahlin (de) et Helga Jenckel[3]

- Marek Janowski, Staatskapelle de Dresde décembre 1980 - avril 1983. Durée : 14 h 08 - (RCA Red Seal) : Wotan-Wanderer : Theo Adam | Brünnhilde : Jeannine Altmeyer | Siegfried : René Kollo | Alberich : Siegmund Nimsgern | Fricka : Yvonne Minton | Siegmund : Siegfried Jerusalem | Sieglinde : Jessye Norman | Mime : Christian Vogel (de) (L'or du Rhin), Peter Schreier |  Hagen & Fafner : Matti Salminen | Hunding : Kurt Moll | Loge : Peter Schreier | Gunther : Hans Günter Nöcker (de) |  Erda & Waltraute : Ortrun Wenkel | Freia : Marita Napier | Gutrune & L'oiseau des bois : Norma Sharp | Fasolt : Roland Bracht | Woglinde : Lucia Popp | Wellgunde : Uta Priew (de) | Floßhilde : Hanna Schwarz | Froh : Eberhard Büchner (de) | Donner : Karl Heinz Stryczek (de) | 1re Norne & Schwertleite : Anne Gjevang (de) | 2e Norne : Daphne Evangelatos (de) | 3e Norne & Helmwige : Ruth Falcon (en) | Autres Walkyries : Eva-Maria Bundschuh (de), Cheryl Studer, Christel Borchers, Kathleen Kuhlmann, Uta Priew (de)[4]

- James Levine, Metropolitan Opera Orchestra 1987 - 1989. Durée : ~15 h 20 - (Deutsche Grammophon) : Wotan-Wanderer : James Morris | Brünnhilde : Hildegard Behrens | Siegfried : Reiner Goldberg | Alberich : Ekkehard Wlaschiha (de) | Fricka : Christa Ludwig | Siegmund : Gary Lakes (en) | Sieglinde : Jessye Norman | Mime : Heinz Zednik |  Hagen : Matti Salminen | Hunding : Kurt Moll | Loge : Siegfried Jerusalem | Gunther : Bernd Weikl |  Erda : Birgitta Svendén | Freia : MariAnne Häggander (sv) | Gutrune : Cheryl Studer | Fafner: Jan-Hendrik Rootering (de) | Fasolt : Kurt Moll | Waltraute : Christa Ludwig | Woglinde : Hong Hei-kyung (en) | Wellgunde : Diane Kesling | Floßhilde : Meredith Parsons | L'oiseau des bois : Kathleen Battle | Froh : Mark Baker | Donner : Siegfried Lorenz | 1re Norne : Helga Dernesch | 2e Norne : Tatiana Troyanos | 3e Norne : Andrea Gruber (en)[5]

C'est l'une des dernières apparitions de la mezzo-soprano Christa Ludwig, déjà présente dans les intégrales de Karajan et de Georg Solti au début des années 1960.
- Bernard Haitink, Orchestre symphonique de la Radiodiffusion bavaroise 1988 - 1991. Durée : 14 h 25 - (EMI) : Wotan-Wanderer : James Morris | Brünnhilde : Éva Marton | Siegfried : Siegfried Jerusalem | Alberich : Theo Adam | Fricka : Marjana Lipovšek (L'or du Rhin), Waltraud Meier | Siegmund : Reiner Goldberg | Sieglinde : Cheryl Studer | Mime : Peter Haage | Hagen : John Tomlinson | Hunding : Matti Salminen | Loge : Heinz Zednik | Gunther : Thomas Hampson | Waltraute : Ute Walther (La Walkyrie), Marjana Lipovšek | Erda : Jadwiga Rappé | Freia : Eva Johansson | Gutrune : Eva-Maria Bundschuh (de) | Fafner : Kurt Rydl | Fasolt : Hans Tschammer | Woglinde : Julie Kaufmann (de) | Wellgunde : Silvia Herman | Floßhilde : Susan Quittmeyer (en) (L'or du Rhin), Christine Hagen | Froh : Peter Seiffert | Donner : Andreas Schmidt | L'oiseau des bois : Kiri Te Kanawa | 1re Norne : Jard van Nes (nl) | 2e Norne : Anne Sofie von Otter | 3e Norne : Jane Eaglen (de) | Autres Walkyries : Anita Soldh (sv), Silvia Herman, Ursula Kunz, Ruth Falcon (en), Margaretha Hintermeier, Carolyn Watkinson (en), Margarita Lilowa (de)[6]

### Enregistrements réalisés en représentation
- Wilhelm Furtwängler, Orchestre de la Scala de Milan - 4, 9, 22 mars - 4 avril 1950. Durée : 14 h 08 : Wotan : Ferdinand Frantz | Wanderer & Gunther : Josef Herrmann (de) | Brünnhilde : Kirsten Flagstad | Siegfried : Set Svanholm (Siegfried) / Max Lorenz (Crépuscule) | Alberich : Alois Pernerstorfer (de) | Fricka : Elisabeth Höngen | Siegmund : Günther Treptow (de) | Sieglinde & Gutrune : Hilde Konetzni | Mime : Peter Markwort |  Hagen & Hunding : Ludwig Weber | Loge : Joachim Sattler (de)[7]
- Clemens Krauss, Orchestre du Festival de Bayreuth - 8, 9, 10, 12 août 1953. Durée : 14 h 12 : Wotan-Wanderer : Hans Hotter | Brünnhilde : Astrid Varnay | Siegfried : Wolfgang Windgassen | Alberich : Gustav Neidlinger | Fricka & 2e Norne : Ira Malaniuk | Siegmund : Ramón Vinay | Sieglinde : Regina Resnik | Gutrune : Natalie Hinsch-Gröndahl | Mime : Paul Kuën (de) |  Hagen & Hunding & Fafner : Josef Greindl | Loge : Erich Witte (de) | Gunther : Hermann Uhde |  Erda : Maria von Ilosvay (de) | Watraute (Le crépuscule des dieux) : Ira Malaniuk | Freia : Bruni Falcon | Fasolt : Ludwig Weber | Wellgunde : Hetty Plümacher (de)  | Woglinde : Erika Zimmermann | Floßhilde & Siegrune : Gisela Litz (en) | L'oiseau des bois : Erika Schubert (de) | Froh : Gerhard Stolze | Gunther & Donner : Hermann Uhde[8]
- Wilhelm Furtwängler, Orchestre de la RAI de Milan - 1953. Durée : ?
- Joseph Keilberth, Orchestre du Festival de Bayreuth - 1955. Durée : 14 h 16 - (1er enregistrement en stéréo) - (Testament) : Wotan-Wanderer : Hans Hotter | Brünnhilde : Astrid Varnay | Siegfried : Wolfgang Windgassen | Alberich : Gustav Neidlinger | Fricka & 2e Norne & Grimgerde : Georgine von Milinkovič (de) | Siegmund : Ramón Vinay | Sieglinde & Gutrune : Gré Brouwenstijn (en) | Mime : Paul Kuën (de) |  Hagen & Hunding & Fafner : Josef Greindl | Loge : Rudolf Lustig | Gunther : Hermann Uhde |  Erda & Waltraute (Götterdämmerung) & 1re Norne & Schwertleite : Maria von Ilosvay (de) | Freia & Gerhilde : Hertha Wilfert | Fasolt : Ludwig Weber | Waltraute (La Walkyrie) & Wellgunde : Elisabeth Schärtel (de)  | Woglinde : Jutta Vulpius (de) | Floßhilde & Roßweiße : Maria Graf (de) | L'oiseau des bois : Ilse Hollweg | Froh : Josef Traxel | Donner : Toni Blankenheim | 3e Norne : Mina Bolotine | Autres Walkyries : Jean Watson, Gerda Lammers (en), Hilde Scheppan (de)

Cette version a été retrouvée tardivement et a été publiée pour la première fois dans les années 2000. Elle a bénéficié à l'époque d'une prise de son effectuée par la firme Decca.
- Hans Knappertsbusch, Orchestre du Festival de Bayreuth - Enregistrements intégraux en 1956, 1957 & 1958[9]. Durée : tempos lents.
- Karl Böhm, Orchestre du Festival de Bayreuth - 1966. Durée : 13 h 33 - (Philips) : Wotan-Wanderer : Theo Adam | Brünnhilde : Birgit Nilsson | Siegfried & Loge : Wolfgang Windgassen | Alberich : Gustav Neidlinger | Fricka & 2e Norne & Siegrune : Annelies Burmeister (de) | Siegmund : James King | Sieglinde : Leonie Rysanek | Mime : Erwin Wohlfahrt |  Hagen : Josef Greindl | Donner & Hunding : Gerd Nienstedt (de) | Gunther : Thomas Stewart |  Erda : Věra Soukupová | Gutrune : Ludmila Dvořáková (de) | Freia & 3e Norne : Anja Silja | Fafner: Kurt Böhme | Fasolt : Martti Talvela | Waltraute : Gertraud Hopf (de) (La Walkyrie), Martha Mödl | Woglinde : Dorothea Siebert (de) | Wellgunde & Ortlinde : Helga Dernesch | Floßhilde : Ruth Hesse (L'or du Rhin) | Floßhilde (Götterdämmerung) & Schwertleite : Sieglinde Wagner (de) | L'oiseau des bois : Erika Köth | Froh : Hermin Esser (de) | 1re Norne : Marga Höffgen | Autres Walkyries : Daniza Mastilovic (es), Liane Synek (de), Elisabeth Schärtel (de), Soňa Červená (de)
- Pierre Boulez, Orchestre du Festival de Bayreuth - 1976. Durée : 13 h 46 - (Philips, rééd. CD 2006 ; Deutsche Grammophon, DVD 2005) : mise en scène de Patrice Chéreau, décor de Richard Peduzzi.
- Reginald Goodall, English National Opera 1973 - 1977. Durée : 16 h 51 : traduction du livret en langue anglaise par Andrew Potter.
- James Levine, Metropolitan Opera Orchestra - 1990. Durée : environ 15 h, légèrement plus rapide que la version studio des mêmes interprètes - (Deutsche Grammophon, DVD) : mise en scène d'Otto Schenk.
- Daniel Barenboim, Orchestre du Festival de Bayreuth - 1990-1992. Durée : version rapide - (Teldec, Warner Classics, CD) : mise en scène de Harry Kupfer.

## L'Or du Rhin (Das Rheingold)
- Georg Solti (direction), Wiener Philharmoniker. Enregistrement public , octobre 1958 : George London (Wotan), Kisrten Flagstad (Fricka) Set Svanholm (Loge), Claire Watson (Freia), Eberhard Wätcher (Donner), Waldemar Kmentt (Froh), Paul Kuen (Mime), Jean Madeira (Erda), Gustav Neidlinger (Alberich), Walter Kreppel (Fasolt).

## La Walkyrie (Die Walküre)
Rôles principaux : Siegmund (S), Wotan (W), Hunding (Hu), Sieglinde (Sg) et Brünnhilde (B).
- 17 février 1940, par Erich Leinsdorf avec Lauritz Melchior (S), Julius Huehn (W), Emanuel List (Hu), Marjorie Lawrence (Sg) et Kirsten Flagstad (B), Metropolitan Opera de New York[10].
- 30 mars 1940, par Erich Leinsdorf avec Lauritz Melchior (S), Friedrich Schorr (W), Emanuel List (Hu), Lotte Lehman (Sg) et Marjorie Lawrence (B), Metropolitan Opera de New York[10].
- 6 décembre 1941, par Erich Leinsdorf avec Lauritz Melchior (S), Friedrich Schorr (W), Alexander Kipnis (Hu), Astrid Varnay (Sg) et Helen Traubel (B), Metropolitan Opera de New York[10].
- 10 juin 1951, par Ferenc Fricsay avec Ludwig Suthaus (S), Josef Hermann (W), Josef Greindl (Hu), Maria Müller (Sg) et Paula Buchner (B), Deutsche Oper Berlin[11].
- 1954, par Wilhelm Furtwängler avec Ludwig Suthaus (S), Ferdinand Franz (W), Gottlob Frick (Hu), Leonie Rysanek (Sg) et Marta Mödl (B), Orchestre philharmonique de Vienne[11].
- 25 juillet 1954, par Joseph Keilberth avec Max Lorenz (S), Hans Hotter (W), Josef Greindl (Hu), Martha Mödl (Sg) et Astrid Varnay (B), Festival de Bayreuth[12].
- 25 juillet 1955, par Joseph Keilberth avec Ramón Vinay (S), Hans Hotter (W), Josef Greindl (Hu), Astrid Varnay (Sg) et Marta Mödl (B), Festival de Bayreuth[12].
- 8 août 1956, par Hans Knappertsbusch avec Wolfgang Windgassen (S), Hans Hotter (W), Josef Greindl (Hu), Gré Brouwenstijn (Sg) et Astrid Varnay (B), Festival de Bayreuth[12].
- 2 février 1957, par Dimitri Mitropoulos avec Ramón Vinay (S), Otto Edelmann (W), Kurt Boehme (Hu), Marianne Schech et Margaret Harshaw (B), Metropolitan Opera de New York[12].
- 1961, par Erich Leinsdorf, avec Jon Vickers (S), George London (W), David Ward (Hu), Gré Brouwenstijn (Sg) et Birgit Nilsson (B), London Symphony Orchestra[13].
- 1er mars 1969, par Herbert von Karajan avec Jon Vickers (S), Theo Adam (W), Martti Talvela (Hu), Régine Crespin (Sg) et Birgit Nilsson (B), Metropolitan Opera de New York[13].
- 1993, par Christoph von Dohnányi avec Poul Elming (S), Robert Hale (W), Alfred Muff (Hu), Alessandra Mark (Sg) et Gabriele Schnaut (B), Orchestre de Cleveland[13].

## Siegfried
- Clement Krauss (direction), chœur et orchestre du festival de Bayreuth. Enregistrement public juillet 1953 : Wolfang Windgassen (Siegfried), Paul Kuen (Mime), Hans Hotter (le voyageur), Gustav Neidlinger (Alberich), Josef Greindl (Fafner), Astrid Varnay (Brünnhilde), Maria von Ilosvay (Erda), Rita Streich (voix de l'oiseau de la forêt).

## Le Crépuscule des dieux (Götterdämmerung)
- Le Chœur et l'Orchestre du Festival de Bayreuth dirigés par Karl Böhm avec Theo Adam, Birgit Nilsson, James King, Wolfgang Windgassen, Gustav Neidlinger, Philips 1966[14].
- Le Chœur et l'Orchestre du Festival de Bayreuth dirigés par Clemens Krauss avec Hans Hotter, Wolfgang Windgassen, Astrid Varnay, Gustav Neidlinger, Foyer 1953.
- Le Chœur et l'Orchestre du Festival de Bayreuth dirigés par Hans Knappertsbusch avec Hans Hotter, Astrid Varnay, Wolfgang Windgassen, Birgit Nilsson, Music and Arts 1957.
- Le Chœur de l'Opéra de Vienne et l'Orchestre philharmonique de Vienne dirigés par Georg Solti avec George London, Birgit Nilsson, Christa Ludwig, James King, Régine Crespin, Decca.
- Le chœur et l'Orchestre du Festival de Bayreuth dirigés par Pierre Boulez avec Donald Mc Intyre, Gwyneth Jones, Philips 1980[14] (rééd. CD 1992 Philips Classics 434 424-2).